# Revin
Revin is een gemeente in het noorden van Frankrijk (departement Ardennes) aan de Maas, in de omgeving van de Franse Ardennen. De gemeente telde 5.795 inwoners op 1 januari 2022.
Revin heeft een industrieel verleden (metaalnijverheid). De industrialisatie begon met de komst van de spoorweg halfweg de 19e eeuw.

## Wielrennen
Revin geniet in de wielerwereld enige bekendheid vanwege de Côte du Malgré-Tout, een helling vanuit het Maasdal van 5 km met 7 haarspeldbochten, met een stijging van circa 330 m, van 130 naar 458 m. De eerste 3 kilometers kennen een gemiddeld stijgingspercentage van zo'n 9,5%, met uitschieters tot boven de 15%. De laatste 2 kilometers tot de top zijn beduidend vlakker, gemiddeld zo'n 2%, zodat de gehele klim een gemiddeld percentage kent van 6,5%. De Côte du Malgré-Tout is tussen 2001 en 2009 de scherprechter geweest van het Internationaal Wegcriterium, dat in die jaren in deze streek werd georganiseerd.
Vanaf de laatste bocht biedt de Mont Malgré-Tout uitzicht over het Maasdal.
Het fietspad langs de Maas van Givet naar Charleville-Mézières gaat er ook door de tunnel van Revin.

## Geografie
De oppervlakte van Revin bedroeg op 1 januari 2022 38,42 vierkante kilometer; de bevolkingsdichtheid was toen 150,8 inwoners per km².
De gemeente ligt 20 km ten noordwesten van Charleville-Mézières. Revin ligt op de lussen die de Maas er maakt. Bij de eerste bocht vanuit het noorden komt de Maas bijna op dezelfde plaats weer terug. Op de plaats waar de verbinding daar het kortste is, is een scheepvaarttunnel gegraven, die de bocht afsnijdt, de tunnel van Revin. In de gemeente stromen ook de beken Come en Faligee.
De onderstaande kaart toont de ligging van Revin met de belangrijkste infrastructuur en aangrenzende gemeenten.

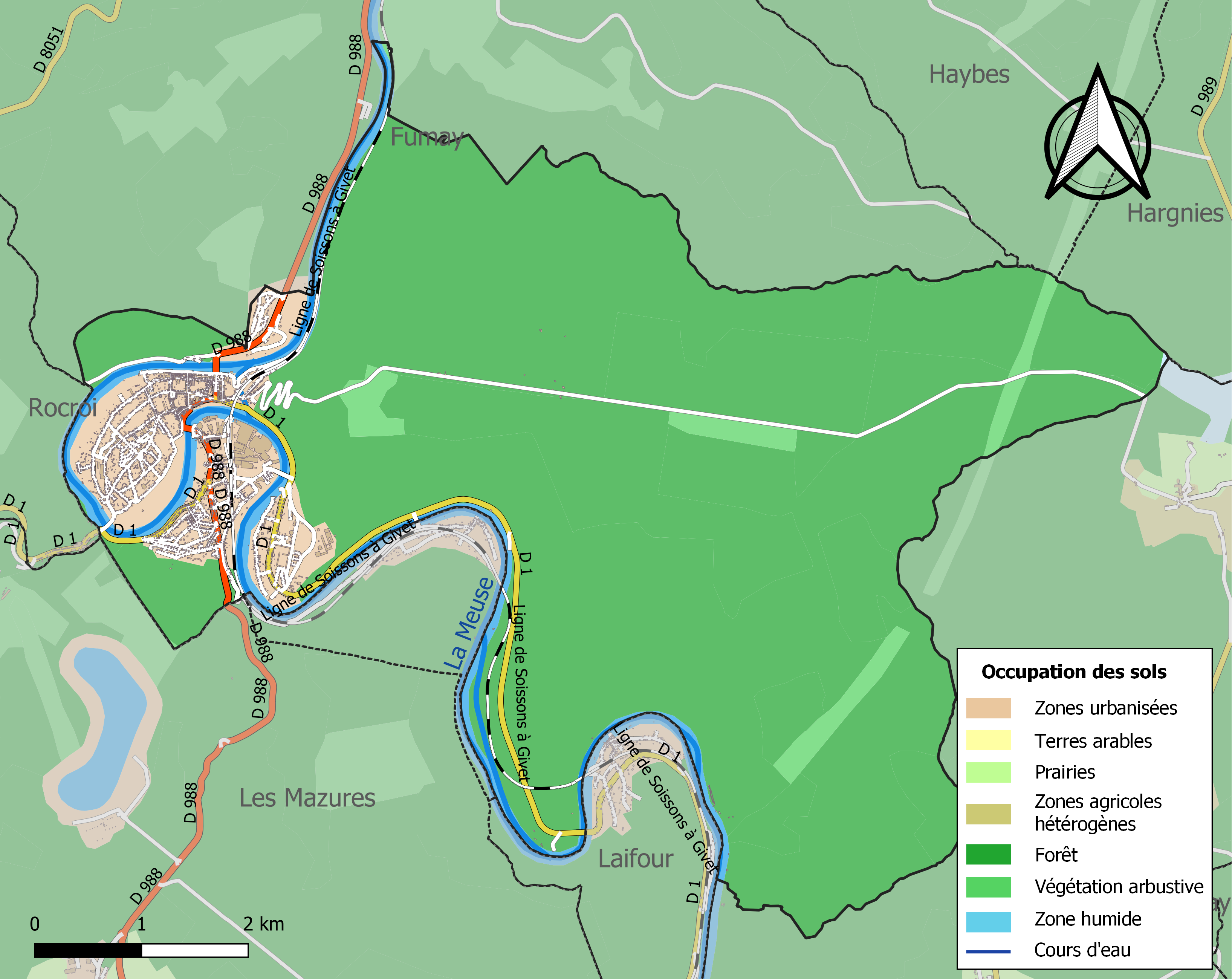

## Demografie
Onderstaande figuur toont het verloop van het inwoneraantal van Revin vanaf 1962.
Vanwege een beveiligingsprobleem met de MediaWiki Graph-software is het momenteel niet mogelijk deze grafiek weer te geven. Zodra de software is bijgewerkt zal de grafiek vanzelf weer zichtbaar worden.

## Geboren
- Yazid Mansouri (1978), Algerijnse voetballer
- Bareck Bendaha (1983), Algerijns voetballer

Anchamps · Fépin · Fumay · Hargnies · Haybes · Montigny-sur-Meuse · Revin